# Episodi di Che Dio ci aiuti (quinta stagione)
La quinta stagione della serie televisiva Che Dio ci aiuti, composta da 20 episodi, è andata in onda in prima visione e in prima serata su Rai 1 dal 10 gennaio al 21 marzo 2019.

Logo della stagione

| n° | Titolo                                       | Prima TV         |
| -- | -------------------------------------------- | ---------------- |
| 1  | Omnia in bonum                               | 10 gennaio 2019  |
| 2  | Come nelle favole                            | 10 gennaio 2019  |
| 3  | Il cuore in soffitta                         | 17 gennaio 2019  |
| 4  | Ultima occasione                             | 17 gennaio 2019  |
| 5  | Basta un click                               | 24 gennaio 2019  |
| 6  | Tu chiamale se vuoi fissazioni               | 24 gennaio 2019  |
| 7  | Fuori!                                       | 31 gennaio 2019  |
| 8  | L'ultimo ricordo                             | 31 gennaio 2019  |
| 9  | Bruco o farfalla?                            | 14 febbraio 2019 |
| 10 | Non c'è peggior cieco di chi non vuole amare | 14 febbraio 2019 |
| 11 | SOS                                          | 21 febbraio 2019 |
| 12 | Come un fantasma                             | 21 febbraio 2019 |
| 13 | Battiti                                      | 28 febbraio 2019 |
| 14 | Da grande                                    | 28 febbraio 2019 |
| 15 | Attenti al lupo                              | 7 marzo 2019     |
| 16 | Il linguaggio dei segni                      | 7 marzo 2019     |
| 17 | Istruzioni per crescere                      | 14 marzo 2019    |
| 18 | L'essenziale                                 | 14 marzo 2019    |
| 19 | Addio!                                       | 21 marzo 2019    |
| 20 | La strada di casa                            | 21 marzo 2019    |

## Omnia in bonum
- Diretto da: Francesco Vicario
- Scritto da: Elena Bucaccio

### Trama
Ad un anno dalla fine della quarta stagione, è tempo di cambiamenti nel convento di Suor Angela e Suor Costanza: entrambe sono impegnate nella vendita di tutti gli oggetti lasciati dalle ragazze, nell'attesa dell'arrivo della nuova novizia Ginevra. Nel mentre, fuori dal convento, Nico sta caricando i bagagli per trasferirsi in uno studio di Milano: dopo essere stato lasciato da Monica, tornata assieme al marito, ha intenzione di scrivere un nuovo capitolo della sua vita lontano da Fabriano. Proprio in quel momento, una sconosciuta gli si avvicina chiedendogli un bacio. L'avvocato accetta stupefatto, non sapendo che la sconosciuta in realtà è proprio Ginevra, vogliosa di sapere cosa si prova nel baciare un uomo prima di dedicarsi esclusivamente a Dio. Ad assistere alla scena è Asia, tornata per presentare a Nico il piccolo Mattia, di 5 mesi, avuto dall'avvocato durante il suo periodo di permanenza nel convento. Nel frattempo Azzurra, di ritorno da Londra, informa le suore che Achille Gentileschi le ha ceduto il terreno del convento e che vorrebbe trasformarlo in un lussuoso hotel per poi ripartire immediatamente alla volta di destinazioni tropicali: dietro a questa decisione si nasconde il grande dolore per le premature scomparse di Guido e Davide, rimasti coinvolti in un tragico incidente a Londra sei mesi prima. Per colmare il dolore, Azzurra è tornata quella di un tempo, tutta alcool ed eccessi.
Appresa la notizia di avere un figlio, Nico decide di non volerne sapere niente, soprattutto quando viene a sapere che Mattia ha un soffio al cuore: questa notizia infatti riporta indietro la mente dell'avvocato a quando suo fratello Benedetto, partendo proprio da un soffio al cuore, venne colpito da una malattia che in poco tempo lo portò via a soli 9 anni; ricordando questo immenso dolore, egli preferirebbe non vivere tutto ciò, sapendo che prima o poi soffrirà di nuovo. La mattina seguente Asia decide di partire per Parigi con il suo nuovo fidanzato Giuseppe, lasciando Mattia in convento. Suor Angela decide pertanto di mentire a Nico, trovando inizialmente il parere negativo di Ginevra, dichiarando che Mattia resterà solo per sei mesi, periodo in cui Asia sarà fuori per lavoro, sperando che nel frattempo Nico si affezioni al suo piccolo. Nel frattempo la donna convince anche Azzurra a rivalutare la sua idea di trasformare il convento in un hotel, consigliandole di aspettare del tempo affinché riesca a valorizzarlo per poi rivenderlo a una cifra accettabile. Intanto in ospedale giunge in gravi condizioni Valentina, in seguito a quello che sembra essere un tentativo di suicidio.
- Altri interpreti: Bianca Di Veroli (Emma Leonardi), Maria Chiara Giannetta (Asia Pellicano).
- Ascolti: telespettatori 6 458 000 – share 24,97%[1].

## Come nelle favole
- Diretto da: Francesco Vicario
- Scritto da: Elena Bucaccio

### Trama
Valentina è in coma e tutti gli indizi portano al tentato suicidio: forse si è gettata dal balcone di casa sua. Gabriele non riesce a perdonarsi di averla lasciata andare. Azzurra cerca di indagare a fondo sulla vicenda; non crede che l'amica abbia realmente cercato di togliersi la vita. Assieme a Suor Angela decide quindi di entrare in casa sua, e tra il disordine dell'abitazione, le due riescono a trovare un test di gravidanza. Subito il pensiero va a una probabile gravidanza di Valentina, immediatamente smentita dai colleghi di Gabriele, che rilevano segni di colluttazione sul corpo della donna ma nessun bimbo in arrivo. La vicina di casa riferisce alle due donne che insieme a Valentina viveva una certa Lilia; Azzurra, per riuscire a trovarla, si traveste da Sugar baby, cercando di carpire più informazioni possibili dalle altre ragazze del giro.
Nel frattempo Nico, cercando di far uscire Ginevra dal binario ossessivo delle regole e delle inibizioni, ottiene risultati disastrosi: prima la novizia fallisce uno scherzo al citofono di un malcapitato, poi mente dicendo di aver rubato della grappa e del foie gras dal supermercato, quando in realtà li aveva regolarmente acquistati; infine, dopo aver rubato il pulmino di Suor Angela, viene fermata dalla polizia perché stava addirittura procedendo troppo lentamente.
Intanto, grazie a un'intuizione di Suor Angela, viene sbloccato il cellulare di Valentina, nel quale è presente un SMS indirizzato a Suor Costanza. Nel cellulare c'è una foto che raffigura il garage dove Valentina andava a suonare con il suo gruppo punk-rock. Giunti sul posto, Suor Angela e Suor Costanza trovano Lilia, che rivela alle due donne che il suo protettore, Sergio, l'ha costretta ad abortire più volte a suon di botte. Adesso Lilia è al quarto mese, e per paura che Sergio la possa trovare si è rifugiata nel garage di Valentina, che si è ripromessa di aiutare l'amica andando a parlare con Sergio. Tornata al convento, Suor Angela, entrando in camera di Azzurra, trova una foto che ritrae Lilia nel posto dove lavorava e capisce che la ragazza è nei guai. Prima che compia una follia, Suor Angela riesce a fermare Azzurra, pronta per investire Sergio. Con Valentina in queste condizioni, Azzurra decide di restare in convento finché l'amica non si sarà ripresa del tutto. Intanto Gabriele nota dei movimenti strani nella stanza di Valentina, e scopre che due gemelle, Silvia e Daniela, malate di appendicite e abbandonate dalla loro madre dopo l'operazione, si sono intrufolate da lei pensando che fosse la Bella Addormentata, vestendola e mettendole fiori. Valentina finalmente si risveglia, ma qualcosa non va: non sente più le gambe.
- Altri interpreti: Miriam Galanti (Lilia), Filippo Gattuso (Leonardo), Silvana Bosi (Elda)
- Ascolti: telespettatori 5 785 000 – share 28,21%[1].

## Il cuore in soffitta
- Diretto da: Francesco Vicario
- Scritto da: Silvia Leuzzi, Umberto Gnoli

### Trama
Mentre sta passeggiando con Mattia, Nico incontra Maria, la nipote di Suor Costanza, che però non gli dice chi è veramente: il ragazzo ne è particolarmente affascinato e, infatti, ci prova subito: i due finiscono a letto insieme, ma quando scopre la verità sul suo conto resta ancora più attonito. Inoltre, Suor Angela e Nico pensano che Ginevra abbia una relazione con Leonardo, un uomo che deve sposarsi con Camilla. In realtà la novizia sta fingendo di avere una relazione con Leonardo proprio per proteggere Camilla, che viene picchiata dal fidanzato. Ginevra vive con il ricordo di sua madre, morta proprio dopo essere stata riempita di botte da suo padre. Confidandosi con Suor Angela, Ginevra ammette le sue paure raccontandole che per sfuggire ai soprusi e alle violenze di suo padre, lei e sua madre si rifugiavano in soffitta perché quello era l'unico posto sicuro della loro casa. Un giorno però il padre di Ginevra le ha scoperte, e Ginevra è scappata via sotto l'impulso della sua stessa madre, la quale è rimasta a casa a subire le botte del marito. Ginevra crede di essere stata una vigliacca a fuggire quel giorno, e pur di non ripetere lo stesso errore è disposta anche a rinunciare alla sua vocazione per proteggere Camilla. Suor Angela parla con Camilla, intenzionata a sposare Leonardo perché ha capito che non esiste la relazione con Ginevra, ma nonostante le violenze che subisce. Suor Angela le dice che questo non è amore e la prega di denunciare Leonardo, cosa che alla fine poi farà. Azzurra continua a rimandare la visita in ospedale a Valentina; Daniela e Silvia scoprono il suo segreto e la ricattano. Dietro questa scelta di Azzurra, c'è un motivo, che viene fuori quando una delle gemelle si fa male alla caviglia e deve essere portata in ospedale: in realtà da quando Davide e Guido sono morti, Azzurra non vuole più andare in ospedale. Grazie a Suor Angela, Azzurra riuscirà comunque a parlare con Valentina con un megafono dal giardino dell'ospedale, chiedendole scusa e dicendole che le vuole bene e che l'aspetta lì fuori. Valentina, che finora si era totalmente chiusa in sé stessa e non voleva nemmeno alzarsi dal letto perché per farlo sarebbe dovuta salire sulla sedia a rotelle, è molto commossa dal gesto dell’amica e decide di raggiungerla in giardino: dopo aver entrambe superato, almeno in parte, le proprie paure, le due amiche sono di nuovo vicine. Infine, sopraggiunge anche Gabriele, che dà a Valentina una speranza: potrebbe riprendere a camminare e riacquistare l'uso delle gambe con un intervento chirurgico: Valentina e Gabriele si baciano, dimostrando di non aver mai smesso di amarsi, davanti agli sguardi gioiosi di Suor Angela, Suor Costanza e Azzurra.
- Altri interpreti: Veronica Bitto (Camilla), Filippo Gattuso (Leonardo).
- Ascolti: telespettatori 6 319 000 – share 24,87%[2].

## Ultima occasione
- Diretto da: Francesco Vicario
- Scritto da: Umberto Gnoli

### Trama
Maria sarà la compagna di stanza di Ginevra. Le due ragazze non potrebbero essere più diverse: una è religiosissima e ligia alle regole, l'altra genio e sregolatezza, ha un dottorato in astrofisica e inoltre è atea. Suor Angela avverte Nico di non provarci con la nipote di Suor Costanza se non vuole avere quest'ultima sulla coscienza, perciò inizia a evitarla in qualsiasi modo. Mentre Maria fa di tutto per attirare l’attenzione dell'avvocato, Ginevra cerca di evitare che Nico cada in tentazione, chiudendolo persino in casa senza che possa uscire con Maria per andare in albergo, lontani dagli sguardi e dai controlli di Suor Angela, ma alla fine Nico e Maria si incontrano clandestinamente lo stesso. Quando la professoressa di Maria la accusa di essersi portata a letto suo marito, Suor Costanza la difende a spada tratta, dicendo che ha sbagliato, ma che nonostante ciò è una ragazza speciale. Suor Angela sente Gabriele e Valentina litigare: i due minimizzano, ma dietro c'è altro. Suor Angela sente parlare al telefono con qualcuno a cui deve 20.000€, e con uno stratagemma riesce a entrare nel suo studio, dove trova alcuni documenti che attestano il mancato pagamento di affitto di una casa, dove abitano una donna, Alessandra, e un bambino. Come se non bastasse, Suor Angela sente un dialogo tra Gabriele e Alessandra in cui si parla di un errore medico: a cosa si riferirà? Azzurra si allea con le gemelle per sfrattare Gabriele: dato che il convento è il suo, vuole andare a vivere nell’appartamento dove adesso c’è appunto Gabriele. Così le gemelle boicottano Gabriele, che quindi si ritrova senza acqua né gas né elettricità e persino con le rane che gracidano in casa! Nico scopre che il marito di Alessandra, Simone, è morto per un incidente, dunque non c'è nessun errore medico, ma scopre anche che Alessandra è un tecnico ospedaliero, che si occupa di analisi di laboratorio. Quindi Suor Angela e Nico capiscono che le analisi di Valentina potrebbero essere state falsificate e che l'errore medico di Gabriele, in realtà, il dottore lo sta commettendo proprio adesso. Gabriele, messo alle strette da Suor Angela, le confida che Valentina ha una patologia che rallenta la coagulazione del sangue e, per questo, durante l'intervento chirurgico per recuperare l'uso delle gambe la ragazza può rischiare un'emorragia che potrebbe esserle fatale, così Suor Angela capisce il motivo del litigio del giorno prima e cerca di convincere Valentina a non rischiare un'operazione che potrebbe costarle vita, ma lei vuole però solo tornare a camminare e ad essere una ragazza normale che non ha bisogno della pietà di nessuno e non le importa se per questo intervento dovrà rischiare di morire: preferisce la morte ad una vita condannata su una sedia a rotelle. Gabriele, dopo aver scoperto l'inganno di Azzurra per tentare di mandarlo via di casa, decide di andarsene, mentre Suor Angela prova a convincerlo della follia che sta compiendo assecondando Valentina. Azzurra, sentendo la conversazione, interviene dicendogli che lei, purtroppo, a causa del suo recente lutto, sa cosa significa perdere le persone più care e che dopo c'è solo il vuoto, aggiungendo che se c'è posto per Valentina, ci sarà anche per lui e che entrambi devono restare perché, ora più che mai, Valentina ha bisogno di loro. Gabriele prende la giusta decisione, dicendo al neurochirurgo delle condizioni di Valentina e annullando quindi il suo intervento: la ragazza, infuriata e delusa, decide di chiudere ogni rapporto con Gabriele, Suor Angela e Suor Costanza, dicendo loro che non li perdonerà mai per averla condannata a restare in quelle condizioni per sempre e se ne va dall'ospedale accompagnata da Azzurra.
- Altri interpreti: Gioia Vicari, Elena Vanni
- Ascolti: telespettatori 5 615 000 – share 27,41%[2].

## Basta un click
- Diretto da: Francesco Vicario
- Scritto da: Elena Bucaccio

### Trama
Nico spiega a Ginevra, rimasta male perché lui ha deciso di vedersi con Maria nonostante gli sforzi della novizia di non farlo cadere in tentazione, che il loro non è un rapporto tra veri fidanzati, ma più un friends with benefits. Al mattino però, Maria riceve un SMS che l’avvisa di un piano compiuto, proprio mentre la moto di Nico viene avvolta dalle fiamme. La ragazza convince l'avvocato a non sporgere denuncia, affermando che potrebbe essere stata una goliardata di alcuni ragazzi. Suor Costanza, invece, è sicura che la nipote venga traviata dal cellulare, così grazie all'aiuto di Ginevra riesce a toglierle il telefonino per impedirle di fare dei guai. Appena giunta a scuola per il suo primo giorno da supplente, però, la ragazza utilizza il cellulare di uno dei suoi nuovi studenti per fare una telefonata sospetta, che viene ascoltata da Suor Angela.
Intanto, Azzurra è convinta che Valentina debba essere protetta e che debba riprendere la sua vita di prima: per questo, cerca di convincerla, oltre che a riprendere il ruolo di barista nel convento, anche a dare anche una seconda possibilità a Gabriele. I sospetti di Nico invece si concentrano alla fine su Maria proprio per via del suo strano comportamento in merito a questa storia. Inoltre, la ragazza, quella sera, viene trascinata in macchina da uno sconosciuto proprio sotto gli occhi del giovane avvocato: con l'aiuto di Suor Angela, l’avvocato si lancia così nell'inseguimento, essendosi anche lei insospettita a causa di un mazzo di rose rosse che la ragazza ha ricevuto quel giorno. Giunti sul posto, la trovano però serena in un club privato assieme al suo presunto fidanzato Andrea. Nel frattempo, Ginevra scopre grazie al cellulare di Maria che presto verrà pubblicato un suo video a luci rosse, mentre Suor Costanza rimane intrappolata in lavanderia.
Durante la notte emergono diversi segreti: Maria rivela di essere sotto minaccia da Andrea per via di quel filmato e Suor Costanza invece scopre che le gemelline in realtà sono in contatto con la madre, che non le ha abbandonate, bensì solo "parcheggiate" in ospedale per recarsi a Hollywood per dei provini come attrice. Dopo un controllo della sua fedina penale, Nico scopre che Andrea ha precedenti per droga e riesce a farlo arrestare, riuscendo a liberare dal ricatto Maria. Valentina, invece, continua a soffrire ed a non accettare le sue condizioni, così decide di riavvicinarsi a Gabriele, ma solo perché vuole dirgli addio: dopo aver parlato con lui, la ragazza si imbottisce di sonniferi e tenta di togliersi la vita.
- Altri interpreti: Rosalba Battaglia (preside), Amedeo Andreozzi (Andrea),
- Ascolti: telespettatori 5 575 000 – share 21,40%[3].

## Tu chiamale se vuoi fissazioni
- Diretto da: Francesco Vicario
- Scritto da: Francesco Arlanch & Umberto Gnoli

### Trama
Valentina riesce a salvarsi dal tentato suicidio: le preghiere di Azzurra, impegnata in un inedito colloquio con Dio durante la notte, vengono esaudite, anche se la ragazza nega l'evidenza davanti a Suor Angela, che la sorprende in cappella. Tornata in convento, Valentina subisce l'inevitabile attacco da parte di Gabriele, ormai certo del fatto che la ragazza non sia felice al suo fianco: decide pertanto di approfittare di un convegno medico a Tokyo per stare un po' lontano da lei.
Nel frattempo, la preside del liceo dove insegna Suor Angela avvisa tutti i docenti che nel parco di fronte all'istituto c'è stato un incendio che ha coinvolto la baracca di un barbone, Guglielmo, entrato in coma a causa delle fiamme, e che la Polizia sospetta di uno studente per tentato omicidio. Il primo indiziato è Tommaso, che viene immediatamente interrogato da Nico, Suor Angela e Ginevra poiché unico del gruppo a considerare appropriato il gesto: a detta sua infatti, il barbone era solito molestare le ragazze. Data la gravità delle parole di Tommaso, Suor Angela e Ginevra decidono di parlare ai ragazzi del perdono: dopo le inevitabili difficoltà iniziali, le parole delle due religiose sembrano però fare effetto, in quanto Patrizia, la fidanzata di Tommaso, decide di andare in ospedale a pregare per Guglielmo.
Intanto, Nico chiede a Maria di non frequentare nessun altro ragazzo, proponendole di instaurare una sorta di "esclusiva" tra di loro, senza però vincoli di fidanzamento: di contro, non riceve nessuna risposta, o meglio, solamente dei "grazie" avulsi dal contesto. Suor Costanza invece decide di nascondere in gran segreto qualsiasi oggetto che potrebbe usare Valentina per provare nuovamente a togliersi la vita.
Alla fine, si scopre che è stato in realtà un altro ragazzo ad appiccare l’incendio alla baracca di Guglielmo perché innamorato di Patrizia, anche se la ragazza ha paura di parlare delle molestie alla polizia poiché, in realtà, ha inventato tutto, solo per non perdere Tommaso. Maria, invece, confessa a Nico di non avergli dato una risposta alla sua proposta in quanto ha paura di un impegno serio e che, quindi, non è pronta: l'avvocato ammette a sua volta che la sua non era una buona idea e che, in realtà, nemmeno lui è pronto, perciò i due decidono di continuare a "frequentarsi" con le stesse modalità di prima. Infine, Azzurra decide nuovamente di mettere in vendita il convento: Valentina infatti ha deciso di volersi trasferire altrove per allontanarsi dalle pressioni e quindi anche lei non ha più motivi per restare.
- Altri interpreti: Alice Ferri (Patrizia), Rosalba Battaglia (preside), Massimo Favale (Alberto), Simone Casanica (Tommaso).
- Ascolti: telespettatori 4 848 000 – share 22,64%[3].

## Fuori!
- Diretto da: Francesco Vicario
- Scritto da: Francesco Arlanch & Umberto Gnoli

### Trama
Suor Angela scopre che Simona, una sua vecchia amica, ha preso appuntamento con Nico per una consulenza. La donna infatti ha dei problemi con l’ex marito Enrico, che intende chiedere l’affidamento esclusivo della figlia Carolina e dimostrare che lei è una pessima madre a causa del suo lavoro come consulente in una banca, che non le permette di dedicare abbastanza tempo alla figlia. Intanto, Maria si prepara a parlare con il padre per comunicargli la sua decisione di lasciare il dottorato: dopo essersi consultata con Ginevra, per non dargli una delusione troppo grande, chiede a Nico di andare a cena con loro per presentarlo come suo nuovo fidanzato e quindi come ragione dell'abbandono del dottorato. Nel frattempo, Gabriele ritorna dopo il viaggio in Giappone e accetta di parlare con Valentina per convincerla a rimanere, mentre Suor Angela organizza un piano particolare per mandare via ogni acquirente del convento: fingere che la struttura sia un via vai di senzatetto. A causa delle troppe pressioni, invece, Nico decide di non aiutare Maria con il padre, ma, grazie a Ginevra, capisce che invece la ragazza ha solo molta paura ed ha bisogno di lui. Nel mentre Azzurra, per arginare le iniziative boicottanti di Suor Angela, decide di assumere un buttafuori e subito dopo chiede a Gabriele per quale motivo non stia facendo nulla per trattenere Valentina.
Poco dopo, Nico svela a Suor Angela che Simona gli ha mentito riguardo al suo lavoro in banca e di aver perciò deciso di rifiutare il caso. Intanto, le gemelle ricevono uno strano messaggio da parte di Carolina nel quale la bambina rivela di aver paura di rimanere da sola con la madre. Giunti a casa di Simona per delle spiegazioni, Nico e Suor Angela trovano però una risposta negativa da parte di Carolina, che preferisce non rivelare nulla, anche di avere un cellulare. Quando Suor Angela si reca dal padre di Carolina per delle spiegazioni, scopre che Simona è rimasta coinvolta in una setta che la minaccia da vicino, di cui fa parte anche Ambra, la donna che si spaccia per sua assistente e che le fa assumere delle pillole sospette.
Più tardi, Nico ritorna sui suoi passi decidendo di accompagnare Maria, ma ora è la ragazza inaspettatamente a rifiutare: in realtà, il padre non potrà più essere presente all'appuntamento, ma la giovane preferisce non rivelarlo a Nico e Ginevra, recandosi sola al ristorante. Nico accompagna quindi Ginevra alla festa dei 100 giorni prima della maturità del liceo dove insegnano e i due vengono fotografati in atteggiamenti che sembrano equivoci da uno sconosciuto. Mentre Gabriele svela a Valentina di averla seguita di nascosto in ogni casa visitata perché continua a tenere a lei, Suor Angela, alla fine, trova il modo di aiutare Simona. Valentina invece comunica a tutti di non voler partire più e Azzurra si arrabbia con Suor Angela per i suoi boicottaggi, allora lei, per farsi perdonare, le dice di aver trovato un compratore per il convento: Ludovico Nobili, imprenditore di Modena, come Azzurra.
- Altri interpreti: Claudia Zanella (Simona), Alice Ferri (Patrizia), Federico Scribani (Nicola Galiardi), Caterina Carpio (Ambra), Emiliano Masala (Enrico), Giulia De Felici (Carolina).
- Ascolti: telespettatori 5 682 000 – share 21,20%[4].

## L'ultimo ricordo
- Diretto da: Francesco Vicario
- Scritto da: Umberto Gnoli

### Trama
L'aspirante compratore del convento, Ludovico Nobili, è un ex fidanzato di Azzurra e lei fa di tutto per non incontrarlo per via di un episodio del passato: Maria si offre quindi di aiutarla spacciandosi per la proprietaria del convento. Nel frattempo, Suor Angela scopre che Alessandro, uno studente di Nico, è scappato da un centro di recupero per tossicodipendenti. Giunti a casa del fuggiasco, i due notano uno strano comportamento da parte del padre del ragazzo non appena apprende che il figlio si è allontanato con una certa Viola, una volontaria del centro. Nico ha un'intuizione: si ricorda di quando Alessandro gli accennò di un casale di campagna in cui era solito rifugiarsi nei momenti di riflessione: potrebbe quindi trovarsi lì. Durante il tragitto incontrano proprio il ragazzo in macchina col padre: tutto sembra essersi risolto, ma Nico e Suor Angela decidono comunque di raggiungere il casale, dove sorprendono Viola con diecimila euro nella borsa. La ragazza, colta con le mani nel sacco, perde improvvisamente i sensi e viene trasportata in ospedale.
Intanto, Ginevra decide di chiedere spiegazioni a Nico: non ricorda una parte di quello che è successo alla festa e teme di averlo baciato. Infatti Patrizia, un'alunna di Ginevra, colei che ha ha immortalato il momento “compromettente” tra lei e Nico, inizia a ricattare la novizia, facendole, ad esempio, annullare l'ora di religione o vestirsi in modi inopportuni: Ginevra non può opporsi, pena la diffusione istantanea dello scatto. Valentina e Gabriele invece decidono di riprovarci con un nuovo primo appuntamento, ma la cena programmata a casa di quest'ultimo salta in modo brusco non appena la ragazza viene a sapere che il giovane medico sta rinunciando a un incarico importante a Harvard per restare assieme a lei. Suor Angela nel frattempo mette alle strette il padre di Alessandro e scopre che Viola è sua figlia: la ragazza, entrata nel tunnel della droga, è responsabile della morte della madre ed è stata in prigione per 13 anni e, per questo motivo, il padre non ha più voluto saperne nulla di lei, cambiando città e cognome assieme ad Alessandro, che all'epoca non aveva ancora due anni.
Dopo essere stato accusato da Ginevra di aver cercato di sedurla, Nico, molto arrabbiato e stanco del continuo atteggiamento di Ginevra di giudicare sempre tutti, le dice che tra loro non è successo nulla e che lei ha male interpretato la foto, spiegandole cosa è realmente successo nel momento immortalato: in realtà, la novizia aveva bevuto troppo e stava inciampando, così Nico l’ha sorretta per non farla cadere. Suor Angela scopre tutto sulla novizia, mettendo a posto le cose con Patrizia, e nel mentre convince il padre di Alessandro a dare un'altra possibilità a Viola. Azzurra invece, si decide a confessare a Suor Angela quanto accaduto con Ludovico Nobili, l'aspirante compratore, in passato: è Athos, il padre di Emma. Suor Angela, scioccata dalla notizia, dice ad Azzurra che deve dire la verità ad Athos su Emma perché è suo diritto saperla ora che si sono rincontrati. Suor Costanza nel frattempo, nel tentativo di far riappacificare Gabriele e Valentina, li chiude in lavanderia, dimenticandoli però per una notte intera: i suoi sforzi vanno comunque in fumo perché Valentina, convinta di poter essere ormai solo un peso per Gabriele e non più la sua donna per via delle sue condizioni, gli dice, mentendogli, di non amarlo più e che quindi deve andare avanti con la sua vita, in quanto pensa che lui sarà più felice senza di lei.
- Altri interpreti: Alice Ferri (Patrizia), Chiara Causa (Viola Brighi), Alberto Giusta (Dario Brighi), Lorenzo Aloi (Alessandro Brighi), Raniero Monaco di Lapio (Ludovico "Athos" Nobili)
- Ascolti: telespettatori 4 979 000 – share 21,74%[4].

## Bruco o farfalla?
- Diretto da: Francesco Vicario
- Scritto da: Silvia Leuzzi

### Trama
Grazie all'intervento di Maria, Suor Costanza è stata presa come ballerina per una notte a Ballando con le stelle: la religiosa decide però di fingere una storta per evitare di andarci. Intanto, Valentina conosce in ospedale la piccola Eugenia, una bambina affetta dal tumore di Wilms. Quest'ultima crede di aver visto il padre lungo i corridoi, mentre la madre, Anita, crede che sia frutto di allucinazioni dovute alle complicazioni della malattia, mentre il suo oncologo, il dottor Pietro Santoro, insiste nel non voler fare intervenire chirurgicamente su Eugenia a causa delle pessime condizioni psicologiche in cui versa la bambina. Egli svela inoltre a Suor Angela di sapere tutto sul padre della ragazzina, decidendo però di negare tutto per evitare che il suo quadro clinico peggiori ulteriormente: entrambi dunque cercano di scoprirne di più. Nel frattempo, Ginevra cerca di farsi perdonare da Nico per le accuse lanciategli ingiustamente, ma con pessimi risultati, mentre Azzurra cerca di capire se Athos possa essere un buon padre per Emma prima di rivelargli la verità: in cuor suo spera di dimostrare il contrario per non dover affrontare la verità con lui, solo che, al pari di Ginevra, anche lei non ottiene granché. Nel frattempo, Suor Angela e Pietro scoprono che il padre di Eugenia, Giorgio, si sente in colpa per un dramma del passato: una sera infatti, tornato stanco dal cantiere, si addormentò davanti al televisore: il gemello di Eugenia, Luca, recatosi fuori dal balcone, cadde nel vuoto e morì a soli 2 anni. La stessa Anita ha deciso di non dire nulla alla figlia, ma grazie a Suor Angela i due si riavvicinano, consentendo a Eugenia di ritrovare la felicità con entrambi i genitori uniti. Quando la bugia di Suor Costanza viene scoperta, quest'ultima rivela di aver finto l'infortunio poiché si sente in imbarazzo nel ballare con un uomo, dato che non lo aveva mai fatto prima: inizia perciò la selezione per trovare un bravo ballerino che la accompagni in TV. Ancora una volta Athos stupisce tutti, dimostrando di essere anche in grado di ballare. Gabriele invece rivela a Nico di fingere di essere solo un amico di Valentina per evitare di soffrire e di farla soffrire, anche se in realtà non riesce a smettere di pensare a lei. Alla fine, Azzurra decide di dire la verità ad Athos, ma lui, inizialmente, non la prende molto bene.
- Guest star: Simone Di Pasquale (sé stesso)
- Altri interpreti: Sergio Romano (Pietro Santoro), Giorgia Cardaci (Anita), Simone Gandolfo (Giorgio Venneri), Ilaria Bernabei (Eugenia Venneri), Raniero Monaco di Lapio (Ludovico "Athos" Nobili)
- Ascolti: telespettatori 5 427 000 – share 22,05%[5].

## Non c'è peggior cieco di chi non vuole amare
- Diretto da: Francesco Vicario
- Scritto da: Francesco Arlanch

### Trama
Il convento si prepara per celebrare le nozze di Simone e Cristina: la ragazza è infatti un’amica di Gabriele, al quale chiede di farle da testimone per ringraziarlo di quando, cinque anni prima, le salvò la vita dopo aver avuto un arresto cardiaco. Non appena arrivano in convento però, Simone ruba di nascosto alla futura moglie la carta di credito. Intanto, Maria fa un passo in avanti verso Nico per dimostrargli di voler fare sul serio, ma il ragazzo inizia ad avere dei forti problemi alla vista non appena legge un articolo di elogi nei confronti di Monica. A causa di una nuova convinzione di Azzurra, alla quale sono venute le doppie punte, tutti pensano che si tratti di una reazione psicosomatica: il corpo si sta ribellando alle sue stramberie. Per la ragazza, la decisione errata consiste nel far conoscere Athos ed Emma, ma alla fine si convince comunque a presentarli chiamando Emma in convento per alcuni giorni. Quest'ultima, però, ha già avuto modo di relazionarsi (e scontrarsi, in realtà) con Athos, il quale poco prima che arrivasse ha inavvertitamente schiacciato con la ruota della sua macchina le scarpette da ballerina portafortuna della ragazza, così sia Athos che Azzurra preferiscono non dire subito alla ragazza la verità. Nel frattempo, Suor Angela si accorge che è stato Simone a rubare la carta di credito di Cristina; inoltre, dal suo computer, scopre che l'uomo è solito navigare su siti di gioco d'azzardo illegali e potrebbe perciò avere problemi di soldi. Informato Gabriele della situazione, i due decidono di parlare con Cristina, ma i tentativi di farle aprire gli occhi falliscono, così Gabriele e Suor Angela decidono comunque di tenerlo d'occhio. Intanto Emma travisa tutto su Athos e crede che sia il nuovo fidanzato di Azzurra, mentre Maria, venuta a conoscenza di uno scambio di messaggi tra Nico e Monica, confida a Ginevra di temere che l'avvocato abbia cambiato idea sul loro rapporto. Grazie a un colloquio con Azzurra, Suor Angela scopre invece di essere responsabile della cecità improvvisa di Nico: ha sostituito per errore la sua crema antirughe con la lozione struccante alle mandorle della ragazza, provocando una reazione allergica all'uomo. Decide però di non dirgli nulla e anzi, sfruttando la situazione, lo invita a parlare della sua situazione sentimentale: Nico infatti crede che Maria possa farsi delle illusioni sul loro futuro poiché, avendo sentito nuovamente Monica, teme di commettere gli stessi errori del passato e ha paura di soffrire ancora. Pedinando Simone, Gabriele e Nico scoprono che il ragazzo sta subendo un ricatto da una ragazza misteriosa e che ha nascosto un segreto a Cristina. Suor Angela invece cerca di convincere Azzurra a fare la cosa giusta: dire alla figlia chi è davvero Athos. Così, la ragazza rivela a Suor Angela di aver preso tempo fino a questo momento perché le sembra di tradire Guido, di farlo morire due volte, perché per lei il padre di Emma è lui, non Athos: non si accorge, però, che Emma sta ascoltando la conversazione. Scossa da questo nuovo terremoto che coinvolge la sua vita, la ragazza si rifugia in cappella. Raggiunta da Suor Angela, quest'ultima le chiede di perdonare la madre per la bugia, cercando di capire la situazione, e di dare una possibilità a suo padre. Anche Maria fa un errore simile con Nico, mentendogli sui suoi desideri di una relazione seria a causa di un equivoco di Ginevra. Suor Angela scopre grazie a Gabriele che Simone ha fondato in passato un sito di fake news e che potrebbe essere responsabile della morte della sorella di Cristina, a causa di un articolo che afferma come curare il diabete con integratori a base di melatonina anziché la classica insulina. Oltre ad aver scoperto ciò, Gabriele riesce inoltre a convincere Valentina a non abbandonare la chitarra e i suoi sogni, dopo che la ragazza si era rifiutata di aiutare Eugenia ad imparare a suonare lo strumento, mentre Ginevra spinge Nico a parlare con sincerità a Maria. Nel frattempo Cristina, venuta a conoscenza di tutta la verità da Simone, decide di annullare il matrimonio, mentre Athos ed Emma, scoperto di avere molti interessi in comune tra cui la letteratura, decidono di recarsi per qualche giorno a Senigallia in occasione del Festival di Poesia Ermetica, preferendo non portare con loro Azzurra, storicamente "allergica" alla cultura.
- Altri interpreti: Sergio Romano (Pietro Santoro), Emanuele Bosi (Simone), Katia Greco (Cristina Cangemi), Ilaria Bernabei (Eugenia Venneri), Bianca Di Veroli (Emma Leonardi), Raniero Monaco di Lapio (Ludovico "Athos" Nobili)
- Ascolti: telespettatori 4 856 000 – share 24,19%[5].

## SOS
- Diretto da: Francesco Vicario
- Scritto da: Alessandro Zullato

### Trama
Ginevra è giù di corda: confidandosi con Suor Angela, afferma che il suo malumore deriva dal fatto di aver ricevuto notizie dal padre, che tramite un avvocato le ha fatto sapere di volere una parte dell'eredità di famiglia, cioè la casa della moglie defunta, mentre lei sperava che il carcere gli avrebbe impedito di far parte ancora della sua vita. Suor Angela è talmente tanto presa dalla discussione con Ginevra che rischia di investire Federica, una delle alunne della novizia. La reazione della ragazza mette però in allarme Suor Angela, che origlia una sua telefonata con una tal dottoressa Vellucchi, ginecologa.
Intanto, Azzurra cerca di documentarsi sulla poesia e in particolare sui poeti ermetici, a cui è dedicato il Festival a cui sono andati Athos ed Emma, per non sentirsi esclusa dai discorsi fra loro. Maria, invece, le rivela che Nico le ha chiesto di andare a cena insieme: un vero e proprio primo appuntamento, per ufficializzare finalmente la loro relazione e chiede perciò alla ragazza un aiuto per affrontare la serata. Nel frattempo, a scuola, Suor Angela informa Nico e Ginevra della telefonata di Federica alla ginecologa.
Nonostante i consigli e le previsioni di Azzurra, la cena fra Maria e Nico non va come previsto: l'avvocato è continuamente con la testa rivolta a Ginevra, cercando di capire la causa del suo malumore. I due decidono quindi di darsi una seconda possibilità per la sera successiva. Suor Angela invece scopre che Federica usa un nome falso e che si incontrerà con qualcuno la sera stessa: raggiunto il luogo dell'incontro insieme a Ginevra, dalla situazione creatasi con l'uomo realizza però che la ragazza potrebbe fare la escort. Seguendola, arrivano alla conclusione che sia coinvolto anche il padre di Federica, avendo visto, oltretutto, il giorno successivo, lo stesso uomo uscire con aria minacciosa dalla loro abitazione. Intanto, Valentina scopre che le gemelle la stanno usando con delle scuse per non andare a scuola, avendola fatta passare per la loro mamma.
Grazie a delle ricerche, Nico scopre che Federica ha messo all'asta la sua verginità e che il padre è costretto ad accettarlo per problemi di usura, pur non sapendone nulla prima del colloquio con Suor Angela, avvenuto poco prima. Poco dopo, messa sotto pressione da Nico, Ginevra decide di dire all'avvocato tutta la verità sul padre e sul suo senso di colpa nel non aver dato un ultimo abbraccio alla madre. Impegnato nell'ascoltare la novizia, però, Nico finisce per dimenticarsi dell'appuntamento con Maria, rimasta sola fuori dal ristorante. Tuttavia, il giorno successivo, Maria decide di perdonare ancora una volta l'avvocato, accantonando definitivamente l'idea del primo appuntamento.
Intanto, Federica capisce di aver fatto un errore ad accettare un compromesso di quel peso, rivelando a Suor Angela di essersi fermata in tempo e la religiosa la informa inoltre che il padre verrà aiutato da un'associazione anti-usura, contattata da Nico. Nel frattempo, Athos ed Emma tornano in anticipo da Senigallia: la ragazza sentiva troppo la mancanza della madre.
- Altri interpreti: Barbara Venturato (Federica), Maurizio Donadoni (Maurizio Alberti), Bianca Di Veroli (Emma Nobili), Raniero Monaco di Lapio (Ludovico "Athos" Nobili).
- Ascolti: telespettatori 5 559 000 – share 22,11%[6].

## Come un fantasma
- Diretto da: Francesco Vicario
- Scritto da: Silvia Leuzzi

### Trama
Azzurra scopre che Athos sta per regalare uno scooter a Emma: non la prende per niente bene, ritenendo infatti che sia eccessivo. Le gemelle intanto premono affinché Gabriele, non appena sarà ritornato da un convegno, dica la verità a Valentina riguardo ai suoi reali sentimenti per lei. Suor Angela e Suor Costanza invece vengono a sapere che Suor Beata, la zia di Nico, sta per arrivare in convento per conoscere Maria. Nel frattempo, in ospedale, la piccola Eugenia riceve le cure di un nuovo infermiere, un certo Attilio, che afferma di non aver mai visto prima, nemmeno negli altri istituti. Poco dopo, Suor Angela e Suor Costanza si ritrovano curiosamente ad ascoltare una sua conversazione con una donna. Seguendo quest'ultima, le due religiose scoprono che è la compagna di un altro paziente, Giancarlo Mori: Pietro le informa che l’uomo ha una nefropatia diabetica e che non gli resta molto tempo, essendo oltretutto in fondo alla lista per un trapianto del rene a causa di un problema vascolare.
Anche se Suor Beata crea non poche difficoltà a Suor Angela, quest'ultima riesce a raggiungere l’ospedale e scopre la storia di Giancarlo: il paziente, ex commissario di polizia, è cieco a causa della malattia e ha un grosso peso nel cuore, in quanto il figlio, entrato in un giro di cattive amicizie, si è tolto la vita dopo aver sparato ad un dipendente con la pistola del padre durante una rapina in un ufficio postale. Suor Angela però inizia a credere che Attilio e la compagna di Giancarlo, Cecilia, stiano tramando alle spalle del paziente quando sorprende l'infermiere intento a inserire un'ecografia diversa nella cartella clinica di Giancarlo. Dopo aver parlato con Pietro, che le riporta come in realtà l'ecografia appena scambiata appartenga ad un paziente sano, Suor Angela crede che entrambi siano d'accordo nel falsificare gli esami per nascondere il problema vascolare e far salire così Giancarlo nella lista dei trapianti, ma parlando con Cecilia, scopre però che la donna è totalmente estranea all'accaduto.
Nel frattempo, Maria entra in crisi perché non riesce a entrare nelle grazie di Suor Beata, così Nico la spinge a essere semplicemente sé stessa, dato che la zia va d'accordo solamente con le consorelle. La ragazza però decide di fare di testa sua, trasformandosi in un vero e proprio clone di Ginevra. Per riuscire a mantenere Nico all'oscuro, la novizia mette in atto una serie di diversivi: Suor Angela però inizia a sospettare che fra i due stia nascendo qualcosa. Il piano di Maria naufraga quando, a causa di una chiamata partitale involontariamente, Nico ascolta una parte del discorso fra la ragazza e la zia. Intanto, Athos si spinge troppo oltre e confessa ad Azzurra di aspettarla da sempre: la ragazza reagisce molto male ad un suo bacio. Nel mentre, Suor Angela, grazie all'aiuto di Nico, scopre che in realtà il nome Attilio Castellani non esiste all'anagrafe, mentre Valentina accusa ingiustamente il suo fisioterapista Alessio Belli di approfittare delle pazienti anziane ed è furiosa con se stessa.
Suor Angela scopre che Attilio è in realtà il figlio di Giancarlo che lui stesso credeva morto, Rosario: il ragazzo ha simulato il proprio suicidio per sfuggire alla giustizia, certo dell'arresto. Il ragazzo ha anche scoperto di essere compatibile per il trapianto del rene del padre, ma non vuol fare l’intervento per evitare il carcere. Suor Angela però gli suggerisce di fare pace con gli errori del passato e gli rivela di essere stata anch'ella in carcere prima di prendere i voti. Azzurra, invece, confida alla religiosa di sentirsi in colpa per il bacio dato ad Athos perché ritiene, anche se solo per qualche attimo, di aver dimenticato Guido. Più tardi, Attilio decide di dire tutta la verità alle forze dell'ordine, accettando inoltre di sottoporsi all'intervento, chiedendo però ai medici di far rimanere anonima la propria identità. Suor Angela tuttavia lo convince ad incontrare il padre, che, grazie alla sua cicatrice in fronte, lo riconosce immediatamente.
Nel frattempo, Alessio decide di perdonare Valentina e la invita a uscire insieme, costringendo indirettamente Gabriele, di ritorno dal convegno, a non dire nulla alla ragazza sui suoi sentimenti. Anche Athos propone un invito a cena ad Azzurra, poco dopo aver salutato Emma, di ritorno a Napoli. Suor Angela invece, avendo constatato che arriva persino a dormire in ospedale pur di non staccare mai dal lavoro, obbliga Pietro a soggiornare in convento per qualche tempo.
- Altri interpreti: Sergio Romano (Pietro Santoro), Stefania Blandeburgo (Suor Beata), Elisabetta Valgoi (Cecilia), Federico Tolardo (Attilio Castellani/Rosario Mori), Simone Riccioni (Alessio Belli), Claudio Botosso (Giancarlo Mori), Bianca Di Veroli (Emma Nobili), Ilaria Bernabei (Eugenia Venneri), Raniero Monaco di Lapio (Ludovico "Athos" Nobili),
- Ascolti: telespettatori 5 014 000 – share 25,18%[6].

## Battiti
- Diretto da: Francesco Vicario
- Scritto da: Emanuela Canonico & Silvia Leuzzi

### Trama
Le gemelle e Suor Costanza sono preoccupate per Gabriele: l'obiettivo è fare di tutto per distrarlo affinché non si accorga del flirt in corso tra Valentina e Alessio. Intanto Lara, la figlia di un'amica di Suor Angela, è stata ricoverata in ospedale a causa di un altissimo tasso alcolemico rilevatole nel sangue: la madre Marta fa ricadere la colpa su Giulia, la ragazza che ha deciso di prendere in affidamento. La donna confida a Suor Angela di ritenere la situazione insostenibile, così Giulia viene invitata a trascorrere qualche tempo in convento, con Marta decisa a interrompere le pratiche per l'adozione e rispedirla in comunità. Intanto, Azzurra segue di nascosto Athos e, vedendolo entrare in una gioielleria, crede che abbia ordinato un anello di fidanzamento per chiederle di sposarlo. Valentina invece si prepara per la cena con Alessio e chiede a Ginevra di fingere di essere la fidanzata di Nico per un’uscita a quattro, dopo aver ricevuto un no da Maria a causa della partenza per il camposcuola: l’avvocato dunque incomincia a istruire la novizia in modo che appaia davvero come la fidanzata perfetta.
Dopo averla fatta accomodare nella sua camera, Suor Angela ascolta una telefonata tra Giulia e un ragazzo, tale Edoardo Massari, a cui impone di stare lontano da Lara. Assieme a Nico, scopre che si tratta del fidanzato di quest’ultima e, da un colloquio con Giulia, intuisce che Lara potrebbe aver bevuto da sola, ma, recatasi da Marta, apprende che la donna ha già avviato le pratiche perché Giulia ritorni in comunità. La donna non vuole sentire ragioni anche quando Suor Angela le ricorda che una denuncia impedirebbe alla ragazza di essere adottata: convinzioni di Marta sono dettate dalla scoperta che Giulia è implicata in un giro di scommesse ad alto rischio. In seguito, grazie a Nico, si scopre però che non è Giulia l'artefice di tutto ciò, bensì Edoardo, e che la ragazza gli ha imposto di non far rientrare mai più Lara in quei giochi pericolosi. Tuttavia, per impedirlo è costretta a stendersi sui binari: decisasi all'ultimo a rinunciare, rimane però incastrata con il cappuccio del giacchetto tra i binari: solo grazie al tempestivo intervento di Pietro la ragazza riesce miracolosamente a salvarsi. A questo punto Giulia confessa: Edoardo ricatta Lara per via di un video che la riprende mentre beve a scuola, in quanto la sorella è solita bere continuamente, ma nessuno ne è al corrente con l'eccezione proprio di Giulia ed Edoardo.
Nel frattempo, le due cene vanno una peggio dell’altra: Azzurra, recatasi al ristorante vestita in tuta da ginnastica per dissuadere Athos a farle la proposta, fraintende tutto riguardo alla storia dell'anello, in quanto in realtà il regalo di Athos è un ciondolo a forma di "A" come il simbolo della sua nuova catena di ristoranti, ispirato chiaramente ad Azzurra; la cena a quattro invece vede Valentina andarsene all'improvviso dopo la pessima figura che fa Ginevra e l'imbarazzo della sua situazione. Il giorno successivo però, Valentina ritrova il sereno e decide di provare a stare con Alessio, mentre Marta scopre la verità e decide di riportare Giulia a casa con sé. Pietro, invece, riceve una brutta notizia: il tumore di Eugenia è ricomparso all'altro rene.
- Altri interpreti: Sergio Romano (Pietro Santoro), Alessia Quaratino (Giulia Rigetti), Simone Riccioni (Alessio Belli), Gisella Szaniszlò (Marta), Chiara Bono (Lara), Roberto Foglia (Edoardo Massari),  Raniero Monaco di Lapio (Ludovico "Athos" Nobili)
- Ascolti: telespettatori 5 721 000 – share 23,23%[6].

## Da grande
- Diretto da: Francesco Vicario
- Scritto da: Silvia Leuzzi

### Trama
La madre delle gemelle, Teodora, è tornata in città e rivela a Gabriele che le figlie sono sue sorellastre: la donna, infatti, ha avuto una relazione con Leone, defunto padre di Gabriele che si è sempre rifiutato di occuparsi delle figlie. Nico però sospetta che l’attrice stia mentendo e, anche se Gabriele decide di non farle fare il test del DNA, convince Suor Angela a indagare sul suo conto. Il medico invece ha solo paura che Teodora voglia trasferirsi a Los Angeles con le figlie e spera che non le abbandoni per la seconda volta, nel caso in cui il nuovo film non vada come previsto. Poco dopo, le consegna un assegno da 30.000 euro: è la parte della vendita della casa del padre, che è giusto vada alle gemelle. Nel frattempo, Nico continua a indagare sulla lettera che Teodora gli ha consegnato, a firma di Leone, ma scopre che la firma è differente, avendo effettuato la comparazione con l'originale giuntagli dall'ospedale.
Intanto, Valentina vorrebbe realizzare il desiderio di Eugenia di assistere al concerto di Benji & Fede. Azzurra, invece scopre che Athos, prima di ripartire per New York ha dimenticato la sua carta di credito e, visto che è la carta nera a plafond illimitato, intuisce al volo quanto possa essere ricco, così finisce per fare alcuni acquisti online, attratta dalla carta come da una calamita. 
Nel frattempo, Ginevra si chiede come dimostrare a Suor Piera, la sua mentore spirituale intanto arrivata in convento, di essere cresciuta dall’inizio del suo noviziato. Fra i tanti progetti fallimentari (corsi prematrimoniali, insegnamento e rapporti interpersonali) conclude che il lavoro iniziato con Nico per condurlo alla cresima è l’unico degno da far sapere a Suor Piera. 
Messa alle strette da Suor Angela, Teodora confessa tutto: non è sicura che Leone sia davvero il padre delle bambine, non ha mai appurato la sua identità, ma si augura che Gabriele sia davvero il fratellastro delle bambine. Dopo la nascita delle gemelle, infatti, è stata colpita dalla depressione post partum e per curarsi ha dovuto spendere tutti i suoi risparmi, ma il malessere si è manifestato una seconda volta, così è stata costretta ad accettare i soldi di Gabriele. Poco dopo però, la donna telefona al manager e fidanzato Alfio e organizza la partenza al più presto: le gemelle però, ancora sveglie, ascoltano tutto. M
Mentre Nico continua a prepararsi per la cresima per far felice Ginevra, Valentina capisce come organizzare la sorpresa per Eugenia, ma c'è un piccolo problema di soldi: occorrono infatti ben 10.000 euro e l'unico modo per procurarseli è usare la carta di credito di Athos, nel frattempo passata nelle mani di Suor Costanza per non far cadere più Azzurra in tentazione. Giunte in ospedale, Azzurra e Valentina rivelano la sorpresa ad Eugenia, che ne rimane entusiasta. 
Più tardi, Teodora scopre che le gemelle sono scappate e confessa di non aver mai avuto, in realtà, alcuna relazione con Leone: Gabriele è molto preoccupato, non tanto per il fatto di non essere il vero fratello delle gemelle, quanto per la loro incolumità. Capisce però di poterle ritrovare in ospedale, proprio dove le incontrò la prima volta: dopo averle trovate e riportate in convento, le due chiedono alla madre di non partire più e restare con loro. 
Nel frattempo, tornata dal camposcuola, Maria scopre che Nico e Ginevra sono chiusi in casa dell’avvocato e ha un attacco di gelosia: piombata nell’abitazione di Nico, si rende conto che in realtà il fidanzato sta studiando per la Cresima, che riceverà qualche giorno dopo, con Gabriele a fargli da padrino.
Infine Suor Angela scopre che Teodora ha lasciato il convento e sta per partire: anche dopo averla raggiunta per tempo assieme a Gabriele, le loro parole non sembrano convincerla a restare; invece Teodora fa rientro in convento il giorno stesso: farle cambiare idea è il libro della fiaba de La bella addormentata nel bosco, che le fa capire di non poter più stare lontano dalle figlie. Proprio mentre Teodora rientra in convento,  Eugenia incontra Benji & Fede nel giardino del convento per un live speciale, il giorno successivo  
- Guest star: Benji & Fede (sé stessi)
- Altri interpreti: Sergio Romano (Pietro Santoro), Ilaria Spada (Teodora), Ilaria Bernabei (Eugenia Venneri), Giorgia Cardaci (Anita), Simone Gandolfo (Giorgio Venneri),  Simone Riccioni (Alessio Belli),  Mirko Petrini (Alfio), Raniero Monaco di Lapio (Ludovico "Athos" Nobili), Piera Degli Esposti (Suor Piera)
- Curiosità: alla fine dell'episodio si assiste alla rottura della quarta parete da parte di Elena Sofia Ricci: il personaggio di Suor Angela infatti corregge la frase Che Dio ci salvi pronunciato dal personaggio di Ilaria Spada, Teodora, con il classico Che Dio ci aiuti, rimproverando la donna di non aver visto la serie.
- Ascolti: telespettatori 4 949 000 – share 25,06%.

## Attenti al lupo
- Diretto da: Francesco Vicario
- Scritto da: Francesco Arlanch

### Trama
Azzurra riceve una telefonata da Athos in merito alla sua carta di credito: crede di averla dimenticata in convento, ma dopo le risposte negative della ragazza, le dice di averla immediatamente bloccata dopo aver ricevuto il messaggio dalla banca riguardo a una spesa di 10.000 euro. A questo punto Azzurra, dopo aver parlato con il direttore della banca, peraltro amico di suo padre, riesce a trovare un compromesso: se riuscirà a restituire i soldi alla banca entro due giorni, quest'ultimo informerà Athos che si è trattato di un errore del sistema. La ragazza coinvolge così Suor Angela e Suor Costanza nella creazione di un calendario delle suore, sperando di riuscire a recuperare tutti i soldi in tempo.
Nel frattempo, Teodora si ritrova nel letto di Gabriele a causa del suo sonnambulismo. Dopo aver rivelato alle figlie di aver fatto un sogno in cui rompeva brutalmente un orologio, quest'ultime scoprono che in realtà tutto ciò è accaduto realmente: Teodora ha distrutto un orologio di Gabriele, a lui molto caro per giunta. Durante la cena scopre infatti che si tratta dell’ultimo regalo della madre defunta, così la donna decide di unire il suo obiettivo a quello di Azzurra: sarà la protagonista di una rappresentazione teatrale di Cenerentola per raccogliere i soldi per Athos e per la riparazione dell’orologio. 
Mentre Maria si reca nuovamente fuori città per presentare un suo progetto di ricerca, Ginevra vede il padre passeggiare indisturbato in paese: Suor Angela teme il peggio e Nico, dopo una breve ricerca, le rivela che è tutto vero: il padre di Ginevra ha ottenuto la libertà condizionata dopo essere stato incarcerato per violenza domestica, e ora non sapere come dirlo alla figlia novizia. 
I due decidono quindi di incontrarlo assieme al suo avvocato e, dal colloquio, scopre che l’uomo ha intenzione di riaprire il processo per dimostrare che la morte della moglie è avvenuta a causa di un incidente. Si convincerà a non farlo solo se Ginevra deciderà di cedergli la casa di famiglia ereditata dalla madre. La novizia confida quindi a Nico di aver assistito all'omicidio della madre e di essere dunque pronta a testimoniare contro il padre che non si è trattato di un incidente. Suor Angela, però, ascolta una telefonata tra la ragazza e Suor Piera e capisce che è tutta una menzogna per cercare di spedire definitivamente in carcere il padre. Venuto a conoscenza di ciò, Nico si rifiuta di aiutarla, ma Ginevra è decisa ad andare fino in fondo anche da sola. 
Arrivato il giorno dello spettacolo, Teodora scopre che il suo ex agente non ha fatto pubblicità all'evento per via di alcuni conti in sospeso, rinfacciandole di aver avuto solo un ruolo nella sua carriera, a dodici anni: la donna scoppia in lacrime e, raggiunta da Gabriele, gli dice tutta la verità sull'orologio, anche se, in realtà, è Valentina a svelare l’arcano a causa della sua forte gelosia per l'attrice, ma il suo tentativo di screditarla davanti al medico va a vuoto. Poco dopo, con la scusa di una scenetta di Cenerentola, Teodora e Gabriele condividono un bacio
Nel frattempo, Nico capisce che Ginevra sta per cacciarsi nei guai: raggiunto il padre infatti, la ragazza lo informa del suo bluff riguardo alla decisione di testimoniare contro di lui, ma il padre capisce tutto. Sul punto di usare la violenza, l’uomo viene fermato da Nico e Suor Angela. 
Il giorno successivo, l’avvocato rivela alla novizia di aver trovato il modo per incastrare lo stesso suo padre: dai filmati delle telecamere esterne dell'albergo infatti si evince chiaramente che l'uomo la strattona e la minaccia, il che è sufficiente affinché il giudice ritiri la libertà condizionata all'uomo e lo rispedisca in carcere. Dopodiché Nico e Ginevra si baciano, proprio poco prima che Maria ritorni in convento, decisa ad andare a convivere.
- Altri interpreti: Ilaria Spada (Teodora), Maurizio Donadoni (Maurizio Alberti),  Raniero Monaco di Lapio (Ludovico "Athos" Nobili), Piera Degli Esposti (Suor Piera),
- Ascolti: telespettatori 5 364 000 – share 20,88%[7].

## Il linguaggio dei segni
- Diretto da: Francesco Vicario
- Scritto da: Francesco Arlanch

### Trama
Chiarito tutto riguardo alla carta di credito, Athos propone ad Azzurra di seguirlo a New York: la trattativa per l'acquisizione del convento è ormai conclusa e l'uomo è pronto a tornare definitivamente oltreoceano. La ragazza però non se la sente e, per rimediare, decide di organizzare una grande festa di addio prima della sua partenza, cercando di passare con Athos tutto il tempo possibile che rimane loro. Anche Nico, dopo il bacio con Ginevra, non se la sente di continuare con Maria, comunicandole la fine della loro storia senza specificarne il motivo: la ragazza è furiosa. Suor Angela intanto partecipa a un convegno medico organizzato da Pietro nel quale una giovane disabile, Priscilla Menchi, racconta come è riuscita a trasformare gli ostacoli derivanti dall'uso della sedia a rotelle in opportunità. La religiosa però ascolta di nascosto una conversazione fra la ragazza e uno sconosciuto, in cui quest'ultimo le intima di non rivelare un importante segreto. A questo punto, Suor Angela cerca prima di coinvolgere Pietro e poi parla in modo diretto con Priscilla: scopre così che la ragazza è incinta e che si è illusa che il suo amante lasciasse la moglie come le aveva promesso. Data la sua situazione, ha deciso perciò di abortire per non dover crescere un figlio da sola.
Nel frattempo, in convento la situazione non è delle migliori: Azzurra, nonostante i numerosi tentativi, non riesce a organizzare la festa perfetta per Athos, Valentina non tollera più la vicinanza fra Teodora e Gabriele, mentre Ginevra deve fare i conti con i suoi sensi di colpa nei confronti di Maria per aver baciato Nico. La ragazza però, invece di parlare con Nico di ciò che è successo, preferisce aiutare Maria a riconquistarlo, mentre qualsiasi tentativo da parte dell’avvocato di parlarle non ha successo. La novizia, però, ne combina una delle sue e finisce per suggerire a Maria che Nico possa aver perso la testa per un'altra donna: Suor Angela si accorge di tutta la situazione e, anche se a fatica, concorda con Suor Costanza di far finta di nulla.
La religiosa ne approfitta quindi per chiedere a Nico di indagare sul passato di Priscilla e scopre che in realtà una famiglia ce l'ha, più precisamente una madre e un fratello. Decide dunque di andare a trovarli assieme a Pietro, venendo a sapere che è stata proprio Priscilla a decidere di non avere più alcun rapporto con la famiglia a seguito di un brutto episodio: per colpa di un’uscita con le amiche, la madre ha lasciato entrambi i figli di 10 e 6 anni a casa da soli. Proprio quella notte, a causa di un cortocircuito, si è verificato un incendio all'interno dell'abitazione che ha provocato la caduta di una trave dal soffitto, precipitata addosso a Priscilla che, a causa dell'impatto, ha perso l’uso delle gambe. Tornata in convento, Suor Angela, seppur con l'inganno, riesce a far incontrare Priscilla e la madre, ma il risultato non è dei migliori, in quanto la ragazza rifiuta di chiarirsi con la madre, rivelandole inoltre di sapere tutta la verità sull'incidente: solo allora la donna confessa a Suor Angela che la notte dell'incendio è riuscita a salvare solamente l'altro figlio perché più vicino all'uscita e di aver lasciato Priscilla sotto la trave, credendola ormai morta.
Nel frattempo, Azzurra non fa che pensare alla proposta di Athos, capendo che l'uomo le mancherà più di quanto pensasse, e Suor Angela le consiglia di seguirlo nel suo viaggio: potrebbe essere un modo per ricominciare dopo ciò che è successo a Guido e Davide ed avendo ormai Emma la sua vita. Gabriele invece confida a Nico di avere dei dubbi riguardo alla relazione instaurata con Teodora, ma che in fondo lo fa stare bene: Valentina, che ha ascoltato tutto, cerca di fargli capire che non deve fidarsi di Teodora dopo tutte le bugie che ha raccontato, ma il medico la liquida in modo seccato. Nico invece compie una gaffe con Maria e le dà la conferma che c’è un'altra: la ragazza scopre del bacio con Ginevra il giorno successivo, ascoltando di nascosto una conversazione tra i due, rimanendo delusa e addolorata per il comportamento avuto dai due.
Nel frattempo, Suor Angela tenta il tutto per tutto per convincere Priscilla a non abortire: potrebbe perdonare la madre proprio per amore del bambino che aspetta. Dopo aver riflettuto a lungo, Gabriele conferma a Teodora di voler continuare la loro relazione, mentre Alessio cerca spiegazioni da Valentina riguardo al suo atteggiamento nei confronti di Gabriele: egli infatti si sente usato come strumento per far ingelosire il medico. Proprio in quel momento però la ragazza riceve una telefonata dall'ospedale: Eugenia sta male. Sempre più arrabbiato, Pietro si sfoga con Suor Angela riguardo alle ingiustizie: contesta infatti la sua forte fede ed è fermamente convinto che è solo dai medici che dipende il destino dei pazienti. Si lascia però sfuggire un importante particolare: durante il tirocinio ha commesso un gravissimo errore, archiviando come semplice febbre una meningite, costata la vita al piccolo Michele. Intanto, le parole di preoccupazione di Valentina verso Eugenia spingono Priscilla a ricredersi sull'aborto. Anche Azzurra fa marcia indietro e capisce di non voler partire con Athos. Tutto sembra concludersi per il meglio tranne per Ginevra: a colazione Maria, ancora distrutta da ciò che ha scoperto, rivela davanti a tutti che lei e Nico si sono baciati.
- Altri interpreti: Sergio Romano (Pietro Santoro), Ilaria Spada (Teodora), Livia Rossi (Priscilla Menchi), Francesca Ciocchetti (Elvira Menchi), Ilaria Bernabei (Eugenia Venneri), Simone Riccioni (Alessio Belli),  Raniero Monaco di Lapio (Ludovico "Athos" Nobili)
- Ascolti: telespettatori 4 902 000 – share 23,75%[7].

## Istruzioni per crescere
- Diretto da: Francesco Vicario
- Scritto da: Alessandro Zullato & Silvia Leuzzi

### Trama
In convento tutti stanno facendo i bagagli: Azzurra è finalmente pronta a raggiungere Athos a New York, Ginevra, dopo che tutti hanno saputo del bacio con Nico, viene redarguita da Suor Angela e vuole tornare da Suor Piera, mentre l’avvocato è in procinto di trasferirsi in uno studio di Milano, credendo, a causa della bugia di Suor Angela, possa tornare a breve dalla madre Asia. Suor Angela prova a rallentare i tempi del trasferimento dell'avvocato anche senza l'aiuto della madre superiora, suor Costanza, che intanto ha fatto voto di silenzio: Nico, però, è fermamente convinto di trasferirsi a Milano e chiede più volte alla religiosa di contattare Asia perché si affretti a venire a riprendersi Mattia. Venuta a conoscenza dell'imminente partenza di Nico, Azzurra cerca di aiutare Suor Angela nel suo intento inviando una mail di rinuncia al lavoro dal computer dell'avvocato allo studio legale dove quest'ultimo è stato preso. La religiosa però, scoperto il modo in cui la ragazza ha sabotato la proposta di lavoro di Nico, le impone di risolvere immediatamente la faccenda perché sa che Nico farà di tutto per riuscire ad andare a Milano comunque ed è più importante convincere Nico a tenere con sé Mattia indipendentemente a ciò che deciderà di fare. I goffi tentativi successivi di Azzurra di sistemare le cose spingono invece l’avvocato a credere che lei ci stia provando con lui. Inoltre, Azzurra, alla fine, ottiene l’esatto contrario del suo obiettivo di riparare al suo errore, rovinando ulteriormente la reputazione di Nico nello studio legale: infatti, la ragazza scrive una mail di ripensamento allo studio legale, che risponde a Nico che non lo prenderà a prescindere perché crede sia dissociato.
Nel frattempo, Suor Angela conosce in ospedale il piccolo Giuseppe, accompagnato dal padre Vito per medicare un'ustione superficiale: il bambino si è ustionato per essere andato contro una pentola sul fuoco mentre usava lo skateboard in casa e, per nulla spaventato, deve stare in ospedale una notte per controlli, mentre la mattina dopo suo padre lo verrà riprendere. Giuseppe fa subito conoscenza con Eugenia (in attesa del trapianto di rene) e, ascoltato da Suor Angela e da Pietro, le racconta che adora sua padre, con cui, talvolta, gioca a pallone (come dimostrano gli scarpini e il pallone da calcio nello zainetto): Suor Angela, sostenuta anche da Pietro, teme che il padre nasconda qualcosa (lo sente urlare al telefono perché è stato licenziato), così decide di andare a casa di Giuseppe usando le chiavi trovate nello zainetto del bambino. Nella casa, la suora e Nico che l’ha accompagnata, non trovano nulla di sospetto, ma la mattina successiva scoprono che Giuseppe è sparito con il suo zainetto, ma un cestino della spazzatura della stanza dove il bambini era ricoverato, trovano una confezione esaurita di pillole contro il morbo di Alzheimer. Evidentemente Vito è affetto da questo morbo, ha buttato via la confezione esaurita il giorno prima e ora si è dimenticato di venire a prendere Giuseppe: il bimbo dev'essere fuggito per cercarlo. Durante il tragitto, vedono due ambulanze a sirene spente e delle persone sconvolte intorno, tra cui Vito: Giuseppe è morto investito da un'auto. Vito racconta a Suor Angela che è stato lui a investire accidentalmente Giuseppe e inoltre, a causa dell'Alzheimer, ha perso il lavoro e ha dovuto cercare di nascondere la malattia affinché non gli togliessero Giuseppe; per di più quella mattina si è dimenticato di andare in ospedale a prendere il figlio come già successo altre volte. A questo punto, la suora torna in ospedale per riferire l'accaduto e scopre da un costernato Pietro Santoro che quest'ultimo ha avuto il consenso per il prelievo degli organi di Giuseppe: è lui il donatore che può salvare Eugenia, con cui c’è compatibilità.  
Sconvolta da quanto accaduto, che ritiene una grande ingiustizia, Suor Angela entra in crisi e ha un duro confronto con il crocifisso perché il giorno prima aveva chiesto a Gesù di salvare Eugenia ed ora lo ha ottenuto, ma ad un prezzo troppo alto: la morte di Giuseppe.
Intanto, Valentina lascia Alessio perché sa di non amarlo, mentre Ginevra decide di dire tutta la verità a Nico riguardo a Mattia: Asia non tornerà mai più e anche i sei mesi di tempo concessi sono solo parte dell'inganno di Suor Angela, che desidera che Nico si affezioni a Mattia. Nico è distrutto da questa rivelazione e si infuria con Suor Angela, che accusa di manipolare sempre tutti a suo piacimento secondo ciò che lei ritiene giusto o no.  
Il fatidico giorno, per Azzurra, intanto, è arrivato: parte per New York, anche se non sembra poi così felice e convinta della sua decisione. 
- Altri interpreti: Sergio Romano (Pietro Santoro), Ilaria Spada (Teodora), Ilaria Bernabei (Eugenia Venneri), Alessio Di Domenicantonio (Giuseppe), Simone Riccioni (Alessio Belli),Andrea Gherpelli (Vito), Giorgia Cardaci (Anita), Simone Gandolfo (Giorgio Venneri)
- Ascolti: telespettatori 5 646 000 – share 21,86%[8].

## L'essenziale
- Diretto da: Francesco Vicario
- Scritto da: Francesco Arlanch

### Trama
Ginevra ha un duro scontro con Suor Angela: la novizia rimprovera la donna di non essere stata presente alle lodi, doverose per una suora e, dopo aver assistito alla durissima reazione che la religiosa ha avuto quando ha scoperto che Giuseppe era il donatore di Eugenia, crede invece che sia proprio lei a dover riflettere sulla propria vocazione, in quanto in quel momento è stata consolata in modo molto affettuoso ed emotivamente coinvolto da Pietro. Per risolvere definitivamente i dubbi sul suo interesse per Nico, Ginevra ha deciso inoltre di seguire il consiglio di Suor Piera, che le ha proposto una sorta di test per misurare la sua vocazione: passare molto tempo con l'avvocato, così da capire quali sentimenti nutra davvero nei suoi confronti, offrendosi di aiutarlo col trasloco in vista del suo imminente trasferimento a Milano. Nel frattempo, Maria riceve la visita dal padre Nicola, venuto a conoscenza di tutte le sue bugie riguardanti l'abbandono del dottorato e l'attuale ruolo di supplente nel liceo cittadino: l’uomo se la prende con Suor Angela perché crede che abbia avuto una cattiva influenza sulla figlia. Maria, intanto, deve inoltre tenere a freno un suo collega, il professor Arturo Terzi, a cui ha cercato di dare dei soldi per un motivo sconosciuto. Nonostante la situazione stia precipitando, Suor Angela decide di non darsi per vinta, cercando di convincere fino all'ultimo Nico a portare con sé Mattia, ma, ascoltando di nascosto una sua telefonata, la donna scopre che l’avvocato non vuole saperne di tenere con sé Mattia e sta cercando i parenti di Asia per l’affidamento del piccolo. Nel mentre, viene informata dalla preside dell'istituto dove Maria insegna che Arturo ha avuto una colluttazione con uno degli studenti, Mirko Baruffi, e ora, denunciato dal padre di Mirko, rischia di non poter mettere più piede in una scuola. Convocata immediatamente assieme a Maria, Suor Angela non si capacita di come ciò sia potuto accadere, ma davanti alle pressioni della religiosa, Maria preferisce comunque fingere che sia tutto a posto. Suor Angela però, insospettita dal comportamento della ragazza, convince Nico ad aiutarla a risolvere il mistero su Arturo, peraltro amico dell'avvocato. I due si recano dunque a casa dell'uomo, venendo però allontanati in malo modo dall'insegnante, così, fingendosi dipendenti del Comune, scoprono da una vicina di casa che il professore potrebbe aver subìto un furto proprio dallo studente che ha picchiato. Proprio quella notte, Suor Angela vede di nascosto Mirko minacciare Maria: per questo motivo capisce che la ragazza c’entra qualcosa con ciò che è successo a scuola. Il giorno successivo, di fronte ai continui rifiuti di aiuto da parte di Maria, Suor Angela decide di aprire con un pugno l'armadietto di Maria, chiedendo a Nico di fingere uno starnuto per nascondere il rumore: a questo punto, la suora e l'avvocato scoprono che quello stesso pomeriggio Maria si incontrerà con Mirko. Nel frattempo, Suor Costanza informa Suor Angela dell'arrivo di una lettera in cui è contenuto il certificato di paternità di Mattia: Nico ha finalmente riconosciuto il figlio. L'uomo, ancora alle prese con il trasloco, ascolta una conversazione tra Ginevra e Suor Piera, scoprendo del test vocazionistico della novizia: profondamente deluso e pensando di essere stato usato dalla novizia, decide di chiudere i rapporti anche con Ginevra. Mentre Valentina comunica a Gabriele la fine della relazione con Alessio, Suor Angela raggiunge Maria nel punto di incontro prefissato e la sorprende mentre dà un bacio a Mirko. Ormai colta in flagrante, confessa alla donna che Mirko e i suoi amici hanno registrato un video mentre picchiano Arturo (approfittando del suo carattere pacato e indulgente) con l'intento di costringerlo a modificare i voti. La ragazza inoltre rivela di aver avuto una relazione con Mirko (per fortuna già maggiorenne) e che, nonostante sia in possesso del video, è costretta a non denunciarlo, altrimenti lo studente rivelerà della loro relazione. Maria è preoccupata anche e soprattutto per il padre: dopo la delusione procuratagli dalla sua decisione di lasciare il dottorato, infatti, teme che se venisse a sapere anche di quest'ulteriore situazione, i loro rapporti già non facili potrebbero incrinarsi ancora di più. Tornata in convento, Suor Angela crolla e svela a Suor Costanza di essere arrabbiata con Dio per tutti gli avvenimenti degli ultimi tempi: prima la morte di Guido e Davide, poi quella del piccolo Giuseppe per salvare Eugenia, senza contare le numerose frizioni in atto con Nico, Ginevra e Maria, la lontananza di Azzurra e il destino incerto di Mattia. La madre superiora le ricorda allora che il loro sposo richiede solo che facciano l'essenziale, come ad esempio pregare col cuore, e non l'impossibile. Intanto, Gabriele cerca di confortare Valentina per la recente rottura con il fisioterapista, ma la ragazza lo allontana. Poco dopo, Teodora informa il medico e le figlie di aver trovato lavoro in uno studio legale come segretaria, abbandonando definitivamente la carriera di attrice mai davvero iniziata e proponendo all'uomo di andare a convivere con lei e le figlie. Il giorno successivo, Maria perdona Ginevra per ciò che è successo Nico perché capisce che se con lui non c’era davvero amore sarebbe finita comunque, ma ora è Ginevra che continua a rimuginare su cosa vuole davvero. Infine, Maria accetta di perdere il posto come insegnante dichiarando la relazione con lo studente Mirko e decide di tornare da suo padre, dopo essere riuscita, finalmente, a parlargli a cuore aperto: gli confessa che avrebbe preferito morire nel grembo materno anziché vivere senza madre e con un padre che non è mai riuscito ad amarla perché la ritiene responsabile della morte della moglie. Dal canto suo, Nicola chiede ed ottiene il perdono dalla figlia, per aver troppo rimpianto ciò che aveva perso (cioè la moglie) e non essersi goduto ciò che la morte della moglie gli aveva dato (cioè la figlia Maria). Infine, Suor Angela si reca da Nico per ringraziarlo di aver riconosciuto Mattia, ma l'avvocato inaspettatamente le rivela che lo ha fatto solo per affidarlo a un istituto: pagherà il suo mantenimento, ma non lo rivedrà mai più. A questo punto, Suor Angela si infuria Nico, dicendogli che Mattia non merita un padre così e lo accusa di essere un pusillanime, dopodiché decide di lasciare il convento per fuggire assieme al piccolo. 
- Altri interpreti: Sergio Romano (Pietro Santoro), Ilaria Spada (Teodora), Federico Scribani (Nicola Galiardi), Giacomo Mattia (Arturo Terzi), Ilaria Bernabei (Eugenia Venneri), Giorgia Cardaci (Anita), Simone Gandolfo (Giorgio Venneri), Rosalba Battaglia (Preside), Lorenzo Biscotti (Sig. Baruffi), Sergio Andrei (Mirko Baruffi), Raniero Monaco di Lapio (Ludovico "Athos" Nobili),    .
- Curiosità: per la seconda volta in questa stagione si assiste alla rottura della quarta parete, stavolta da parte di Margherita Manfredi: il personaggio di Silvia infatti, non appena saputo del nuovo lavoro della madre come segretaria in uno studio legale, le chiede se in realtà interpreterà la parte di una segretaria in una serie sugli avvocati, come Non dirlo al mio capo, altra serie prodotta dalla Lux Vide in cui è protagonista Lino Guanciale, per tre stagioni protagonista anche in Che Dio ci aiuti nel ruolo di Guido Corsi.
- Ascolti: telespettatori 5 076 000 – share 23,60%[8].

## Addio!
- Diretto da: Francesco Vicario
- Scritto da: Umberto Gnoli

### Trama
Suor Costanza ha scoperto che Suor Angela è scappata con Mattia: non appena viene messo al corrente dell'accaduto, Nico, preso dal panico, vorrebbe immediatamente avvertire la polizia, ma Suor Costanza lo convince a rimandare la sua decisione per non mettere la consorella e Mattia stesso nei guai. Nico acconsente, capendo, infatti, di essere proprio lui il principale responsabile della fuga della religiosa, decidendo pertanto di aiutare Suor Costanza nella ricerca della consorella. Nel frattempo, Suor Angela chiede aiuto a Pietro, che dopo aver scoperto le sue intenzioni la accoglie in casa sua: credendo ormai di essere stata abbandonata da Dio, la donna si sveste del suo abito da suora e torna ad essere semplicemente Lorenza. In convento invece, nonostante Nico e Suor Costanza continuino ad accampare scuse per nascondere la fuga di Suor Angela, Valentina e Azzurra, nel frattempo tornata da New York tra l'indifferenza generale del convento, iniziano a sospettare qualcosa. In particolare, Azzurra sorprende Suor Costanza in cappella durante un colloquio con Dio: messa alle strette, la superiora è costretta a rivelare tutta la verità alla ragazza. Appresa la notizia, Azzurra capisce che l'unica persona che potrebbe aver aiutato Suor Angela è Pietro, ma, recatasi a casa sua, l'uomo nega che la suora sia da lui. Intanto, Ginevra cerca di chiarire con Nico riguardo al test sulla sua vocazione, ma l'avvocato non vuole sapere più niente di lei, sempre più convinto che il futuro della novizia non sia quello di diventare suora: la discussione degenera quando la ragazza si scaglia contro l'avvocato e la sua decisione di dare in affidamento Mattia. Per Gabriele, invece, è il momento di far luce sui suoi veri sentimenti e di fare delle scelte, in particolare dopo le intenzioni di Teodora di andare a convivere. Dopo la visita di Azzurra, Suor Angela è costretta a lasciare la città, così Pietro si offre ancora di aiutarla accompagnandola nella sua casa al mare, rimasta disabitata dopo la fine della relazione tra il medico e la sua precedente compagna. Durante una passeggiata sulla spiaggia, Suor Angela rivela a Pietro la causa del suo male: la perdita di Guido e Davide e l'impossibilità di trovare nella fede una spiegazione per la tragedia, ma il medico non riesce a rispondere a Suor Angela, preoccupandosi solo di evitare lo sguardo di una misteriosa donna, spuntata per caso sulla spiaggia. Il mattino successivo, intanto, in convento si presenta la Polizia, che informa tutti del ritrovamento del pulmino di Suor Angela, ancora con le chiavi inserite, in un parcheggio di un supermercato: a questo punto Suor Costanza non può più mentire ed è costretta a rivelare la verità sulla fuga della donna. Tutti i ragazzi si sentono a modo loro responsabili, in particolar modo Nico, che pur non ammettendolo si colpevolizza per la fuga della suora addebitandola all'accesa discussione della sera precedente. Nel frattempo, Nico scopre che Pietro ha preso due giorni di permesso dall'ospedale e che ha altre due abitazioni intestate, una al mare e una in campagna. A questo punto, certi che il medico abbia aiutato Suor Angela, Nico e Suor Costanza si dirigono in campagna, mentre Azzurra raggiunge la villa al mare. Nonostante si sforzi di arginarla, Pietro è costretto a lasciar andare Azzurra da Suor Angela: la ragazza non ha alcuna intenzione di rimproverarla per la sua fuga e anzi, non appena Suor Costanza le chiede novità, preferisce nasconderle di averla trovata, ma vuole solo starle vicino così come tante volte la religiosa ha fatto con lei. La sera seguente, in un momento di disperazione in cui Suor Angela confessa di essersi sentita abbandonata, Azzurra rivela cos'è successo a New York e perché ha deciso di tornare: la ragazza, nonostante Athos rappresenti l'uomo perfetto, sente che non le è più sufficiente, che le manca qualcosa. Da queste parole, Suor Angela capisce che Azzurra è davvero molto vicina a Dio, più di quanto pensi lei stessa, e che forse è proprio lei ad aver avuto la “chiamata”. Nel frattempo, mentre Valentina vede sempre più concreta la possibilità di perdere definitivamente Gabriele, Ginevra decide di ascoltare il suo istinto e la sua rabbia e, sbagliando ancora una volta, denuncia Suor Angela. Il mattino successivo, invece, Suor Angela, dopo aver deciso di rivestirsi dei panni di suora nonostante la non ancora completa riconciliazione con Dio, viene informata da Azzurra che Mattia è scomparso. 
- Altri interpreti: Sergio Romano (Pietro Santoro), Ilaria Spada (Teodora), Serena Iansiti (Marianna), Ilaria Bernabei (Eugenia Venneri)
- Ascolti: telespettatori 5 864 000 – share 23,35%[9].

## La strada di casa
- Diretto da: Francesco Vicario
- Scritto da: Umberto Gnoli

### Trama
Dopo la scomparsa di Mattia, Pietro, Azzurra e Suor Angela sono costretti a dire tutto alla polizia: proprio nel momento in cui Suor Angela sta per rivelare quanto commesso, Nico raggiunge la villa e scagiona la religiosa, affermando di aver affidato lui il figlio alla donna, ma il vice questore aggiunto viene informato poco dopo della denuncia di Ginevra e, sebbene a malincuore, è costretto ad arrestare Suor Angela. Nonostante ciò, Pietro ha capito tutto: è stata Marianna, la donna misteriosa vista in spiaggia e sua ex compagna, a rapire Mattia. Così, il medico decide di recarsi da Marianna: la donna non ha alcuna intenzione di fare del male a Mattia, anzi, lo culla come se davvero fosse suo figlio e Pietro temporeggia prima di chiederglielo indietro. Una volta in commissariato, Suor Angela ritrova Suor Costanza e rivela di vedere Dio in lei e ora anche in Azzurra, ma non più nel suo cuore. La superiora, dopo aver chiesto scusa alla consorella per averla abbandonata proprio durante la sua crisi di fede, le dice che in realtà Dio non l'ha mai abbandonata e che incontrarlo significa accettare che non sempre tutto ciò che accade ha un significato: se Suor Angela guarderà in fondo al suo cuore, riuscirà a ritrovare la fede che l’ha sempre accompagnata.
Nel frattempo, in convento, mentre Valentina apprende che Gabriele ha deciso di accettare la proposta di Teodora e presto si trasferiranno, Ginevra viene giustamente allontanata da tutti a causa della sua denuncia nei confronti di Suor Angela, oltre ad essere disprezzata da Nico, che le confessa di non riconoscerla più: la stessa Ginevra arriva al punto di affermare di non riconoscersi più. Intanto, Azzurra pensa alle parole di Suor Angela e parla anche con Suor Costanza, a cui la consorella ha detto delle nuove consapevolezze della giovane: la superiora le dice alla ragazza di sapere che è spaventata e confusa, ma che nessuno può dirle se ha davvero la vocazione, deve capirlo da sola e, se dovesse veramente sentire Dio dentro di sé, le dice di non aver paura e di abbandonarsi a Lui. Così, la ragazza, per cercare di comprendere al meglio cosa le sta succedendo, domanda a Ginevra come ci si senta ad essere vicini a Dio, ma la novizia capisce di avere sempre più dubbi riguardo alla sua vocazione proprio grazie alle differenti sensazioni che lei e Azzurra provano: mentre lei sente pace e serenità nella sua presunta vocazione, Azzurra le dice di essere turbata, emozionata e confusa, proprio come ci si sente quando si è innamorati e come, infatti, si è sempre sentita solo col suo amato Guido ed esattamente come Ginevra capisce di sentirsi quando è vicina a Nico.
Nel frattempo, in cella, Suor Angela racconta tutto al vice questore che l'ha condotta in commissariato: questi vuole crederle ma, vista la denuncia da parte di Ginevra, è costretto a metterla in stato di fermo per una notte per farla parlare con il PM la mattina seguente. Proprio dietro le sbarre, la suora trova conforto nella preghiera, riconciliandosi finalmente con Dio, nello stesso luogo in cui la sua nuova vita iniziò molti anni prima e dove la fede la abbracciò per la prima volta. Invece, per Pietro la notte non va nel migliore dei modi: riesce a convincere Marianna a ridargli Mattia, ma rimugina su cosa sia meglio fare mentre guarda una foto con lui, Marianna e un altro bambino. Solo al mattino decide di addossarsi la colpa del rapimento e a recarsi in commissariato con in braccio Mattia, appena in tempo per scagionare suor Angela da ogni colpa: Nico, assuntosi la difesa di Suor Angela, sta faticando ad ottenere la scarcerazione della suora anche con mancanza di prove. Pietro perde il posto di lavoro come medico, mentre Suor Angela capisce che il medico sta palesemente proteggendo qualcuno e pertanto decide di recarsi a casa dell'uomo per saperne di più, ma non prima di essere ritornata in convento ed aver riabbracciato tutti, in particolare Azzurra, che finalmente forse è riuscita a ritrovare la pace, ed aver perdonato Ginevra, alla quale rivela di aver compreso le sue reali intenzioni.
Tornando con Nico alla villa al mare di Pietro, Suor Angela trova la foto, su cui Pietro ha rimuginato qualche notte prima, dove il medico è raffigurato insieme alla donna incontrata in spiaggia e un bambino tra le braccia. Fattasi indicare la sua casa da un edicolante del posto, i due scoprono che Marianna è la madre di Michele, il bambino della foto avuto da una relazione con Pietro e morto a causa della meningite non rilevata in tempo dal medico: Pietro, sentendosi in colpa per la morte di Michele, ha permesso a Marianna di stare qualche ora con Mattia, non denunciando la ex compagna per il rapimento del piccolo. A questo punto, Nico e Suor Angela giungono a casa del medico per avere altre spiegazioni e hanno da lui conferma del racconto di Marianna e l’uomo confessa anche che inizialmente non voleva nemmeno un figlio, ma si era poi fatto prendere troppo dal lavoro per concentrarsi sul suo ruolo di padre.
Di ritorno in convento, Suor Angela fa capire a Ginevra che Dio non vuole che lei diventi suora, ma che sia semplicemente sé stessa. Finalmente, Valentina riesce a farsi coraggio e chiede a Gabriele di non andarsene e gli confessa di amarlo: solo in quel momento il medico le rivela di aver organizzato una messa in scena con complici Teodora, le gemelline e Suor Costanza solo per spingerla a fare quel passo decisivo, così i due finalmente tornano insieme. Il giorno successivo ci sono buone notizie anche per Eugenia, che viene dimessa dall'ospedale, e per Pietro, che viene definitivamente scagionato da tutte le accuse e reintegrato in ospedale grazie alla confessione di Marianna.
In convento, intanto, è ormai giunto il tempo dei saluti: Ginevra se ne va la mattina presto senza salutare gli altri, Teodora e le gemelle partono per la loro nuova vita ora che sono di nuovo insieme e Nico, che nel frattempo ha deciso di fare marcia indietro decidendo finalmente di prendersi cura di Mattia grazie alle parole di Pietro riguardo al figlio scomparso Michele e per la grandissima gioia di Suor Angela, saluta il convento alla volta di Milano. Tuttavia, appena partito, l’avvocato è costretto da una serie di deviazioni forzate a fare un tragitto particolare che lo portano nel luogo dove lui e Ginevra si sono dati il primo bacio il giorno in cui si sono conosciuti e ad attenderlo trova proprio Ginevra, che finalmente ha deciso di accettare sé stessa e di svestirsi dell’abito monacale e gli confessa di voler stare con lui: i due, ormai liberi dai propri fantasmi, possono vivere la loro storia. Ad assistere alla scena, compiaciute, ci sono Suor Costanza e soprattutto Suor Angela, che si scopre essere la responsabile delle deviazioni stradali. Azzurra, invece, resta in convento decisa ad iniziare questo nuovo cammino e consegna una lettera del Papa alle due suore: Suor Angela annuncia che il convento si trasferirà ad Assisi. 
La stagione si chiude con le immagini del matrimonio di Valentina e Gabriele. 
- Altri interpreti: Sergio Romano (Pietro Santoro), Ilaria Spada (Teodora), Serena Iansiti (Marianna), Giorgia Cardaci (Anita), Ilaria Bernabei (Eugenia Venneri), Gennaro Iaccarino (Vice questore aggiunto Guidi), Martina Palmitesta (Pubblico Ministero)
- Curiosità: alla fine della puntata, scorrono le foto del matrimonio di Valentina e Gabriele con tutti i protagonisti che posano finalmente felici per aver trovato ognuno la propria strada.
- Ascolti: telespettatori 5 591 000 – share 27,74%[9].